# Mate Skelin
Pour les articles homonymes, voir Skelin.
Mate Skelin, né le 13 décembre 1974 à Zagreb, dans la république socialiste de Croatie, est un ancien joueur croate de basket-ball. Il évolue au poste de pivot. Il est devenu manager général du KK Zagreb.

## Palmarès
- Champion de Croatie 1996, 2001, 2006
- Vainqueur de la coupe de Croatie 2001
- Champion de France 2004
- Champion de Bulgarie 2007
- Vainqueur de la coupe de Bulgarie 2007